# Вільяканьяс
Вільяканьяс (ісп. Villacañas) — муніципалітет в Іспанії, у складі автономної спільноти Кастилія-Ла-Манча, у провінції Толедо. Населення — 10 602 особи (2010).
Муніципалітет розташований на відстані близько 95 км на південь від Мадрида, 65 км на південний схід від Толедо.

## Демографія
Динаміка населення (INE ):

## Галерея зображень

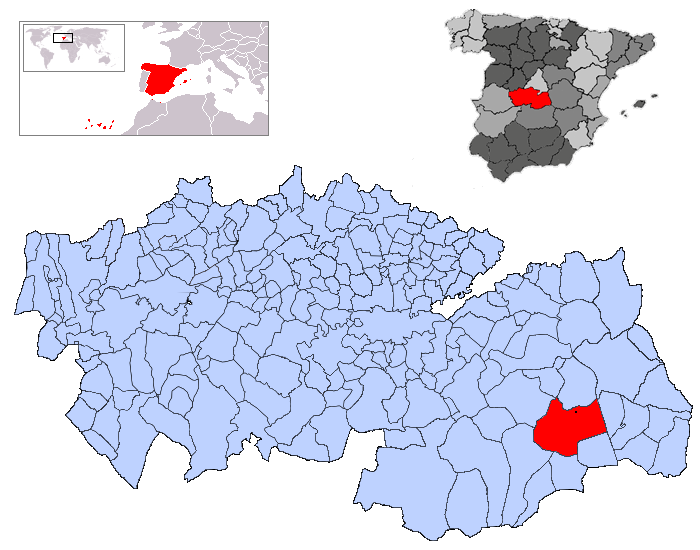
Розташування муніципалітету у провінції Толедо
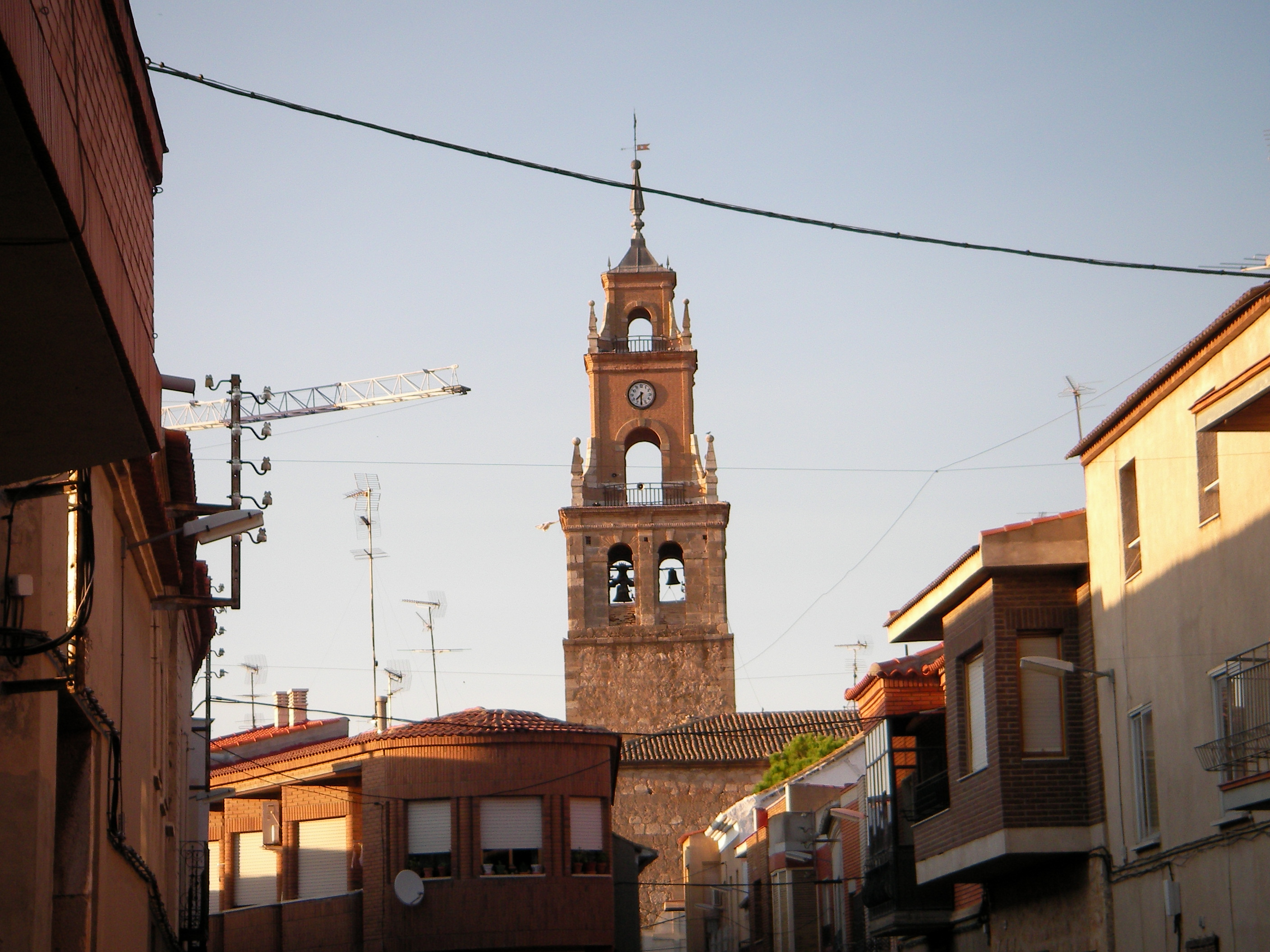
Дзвіниця церкви, Вільяканьяс